# Кривцов Микита Сергійович (футболіст)
Микита Сергійович Кривцов (рос. Ники́та Серге́евич Кривцо́в, нар. 18 серпня 2002, Володарськ, Росія) — російський футболіст, пвізахисник клубу «Краснодар» та молодіжної збірної Росії.

## Ігрова кар'єра

### Клубна
Микита Кривцов починав займатися футболом у молодіжній команді клубу «Муром». У 2020 році він перейшов до «Торпедо» з Владимира у Другій лізі.
Вже взимку 2021 року футболіст на правах оренди перейшов до клубу ФНЛ «Том», де до кінця сезону провів 15 матчів і був визнаний кращим гравцем сезону в команді. По закінченню сезона Кривцов повернувся до «Торпедо», а вже в серпні підписав угоду з клубом РПЛ «Краснодар».
29 серпня футболіст вийшов на поле у складі «Краснодар-2» у тірнірі ФНЛ, а вже у вересні дебютував на вищому рівні в першій команді «Краснодара».

### Збірна
У 2021 році Микита Кривцов зіграв два матчі у складі молодіжної збірної Росії.

## Титули і досягнення
- Чемпіон Росії (1):

«Краснодар»: 2024-25